# Katia Béguin
Pour les articles homonymes, voir Béguin.
Katia Béguin, née en 1966, est une historienne et universitaire française. Maître de conférences en histoire moderne et directrice d'études de l'École des hautes études en sciences sociales (EHESS), elle est rectrice de l'académie d'Orléans-Tours de 2016 à 2022 et de l'académie de Nantes depuis 2022. Elle préside la Conférence des recteurs français entre 2019 et 2021.

## Biographie
Agrégée d'histoire en 1991, Katia Béguin soutient en 1997 sa thèse de doctorat en histoire intitulée Clientélisme et mécénat à la cour des princes de Condé au XVIIe siècle, dirigée par Daniel Roche, à l'université Panthéon-Sorbonne. En 2010, elle y soutient son habilitation à diriger des recherches intitulée État, société et crédit public en France au XVIIe siècle.
Elle commence sa carrière comme enseignante d'histoire-géographie dans les Hauts-de-Seine, puis devient maître de conférences en histoire moderne à l'université de Tours de 1998 à 2003 puis à l'université Panthéon-Sorbonne de 2003 à 2012,. Elle est élue en juin 2012 directrice d'études de l'École des hautes études en sciences sociales (EHESS). Membre du centre de recherches historique de l'EHESS, elle y enseigne notamment l'histoire moderne entre 2012 et 2016.
Le 3 octobre 2016, elle est nommée rectrice de l'académie d'Orléans-Tours, en remplacement de Marie Reynier. Le 11 septembre 2019, elle est élue à la présidence de la Conférence des recteurs français, succédant à Marie-Danièle Campion.
Le 13 juillet 2022, elle devient rectrice de l'académie de Nantes, succédant à William Marois.

## Publications
- Katia Béguin (préf. Daniel Roche), Les princes de Condé : rebelles, courtisans et mécènes dans la France du Grand Siècle, Seyssel, Champ Vallon, coll. « Époques », 1999, 462 p. (ISBN 978-2-87673-639-9, EAN 978-2876736399, OCLC 708518670, BNF 20180717, SUDOC 046020101, présentation en ligne), [présentation en ligne], [présentation en ligne].
- Katia Béguin, Histoire politique de la France : XVIe – XVIIIe siècle, Paris, Armand Colin, coll. « Campus Histoire », 2001, 191 p. (ISBN 2-200-26145-4, EAN 9782200261450, BNF 20180717, SUDOC 05505627X).
- Jean-Yves Grenier (dir.), Katia Béguin et Anne Bonzon, Dictionnaire de la France moderne, Paris, Hachette, coll. « Carré histoire », 2003, 302 p. (ISBN 2-01-145279-1, EAN 9782011452795, SUDOC 07427872X).
- Katia Béguin, État, société et crédit public en France au XVIIe siècle (thèse d'habilitation à diriger des recherches), Paris, Université Panthéon-Sorbonne, 2010, 523 p. (SUDOC 150522495).
- Katia Béguin, Financer la guerre au XVIIe siècle : La dette publique et les rentiers de l'absolutisme, Seyssel, Champ Vallon, coll. « Époques », 2012, 397 p. (ISBN 978-2-87673-575-0, SUDOC 187290717).
- (en) Katia Béguin (dir.) et Anne L. Murphy (dir.), State Cash Resources and State Building in Europe 13th-18th century, Paris, Institut de la gestion publique et du développement économique, 2017, 218 p. (ISBN 978-2-8218-5565-6, SUDOC 202673626).

## Décorations
- Chevalière de la Légion d'honneur (2017)[9]
- Commandeure de l'ordre des Palmes académiques (ex officio en tant que rectrice d'académie)[10]